# Polymixiidae
Los barbudos (Polymixiidae) son una familia de peces marinos teleósteos, la única del orden Polymixiiformes, único del superorden Polymyxiomorpha -salvo un grupo incertae sedis-. Se distribuyen por zonas tropicales y subtropicales de los océanos Atlántico, Índico y oeste del Pacífico, donde viven a profundidades entre 180 y 640 m.
Tienen el cuerpo moderadamente largo y comprimido con una longitud máxima de 38 cm, con un par de barbas en el hioides muy característico, del que toman su nombre común. La aleta dorsal se extiende de forma continua por el dorso.

## Géneros y especies
Existen en la actualidad diez especies todas ellas del mismo género Polymixia, pues el resto de géneros se hallan extinguidos:
- Superorden Polymyxiomorpha
  - Orden Polymixiiformes
    - Familia Polymixiidae
      - Género Polymixia Lowe, 1838
        - Polymixia berndti Gilbert, 1905
        - Polymixia busakhini Kotlyar, 1992
        - Polymixia fusca Kotthaus, 1970
        - Polymixia japonica Günther, 1877 - Barbudo japonés.
        - Polymixia longispina Deng, Xiong and Zhan, 1983
        - Polymixia lowei Günther, 1859 - Barbudo, barbudo de lo alto o cola de maguey.
        - Polymixia nobilis Lowe, 1838 - Barbudo o salmón de alto.
        - Polymixia salagomeziensis Kotlyar, 1991
        - Polymixia sazonovi Kotlyar, 1992
        - Polymixia yuri Kotlyar, 1982

      - Género † Aipichthyoides
      - Género † Aipichthys
      - Género † Berycopsia
      - Género † Berycopsis
      - Género † Dalmatichthys
      - Género † Homonotichthys
      - Género † Omosoma
      - Género † Paraipichthys

    - Familia † Pycnosteroididae
      - Género † Pycnosterinx

- Polymyxiomorpha incertae sedis:
  - Orden Ctenothrissiformes
    - Género † Ctenothrissa